# Crescentia portoricensis
Crescentia portoricensis är en katalpaväxtart som beskrevs av Nathaniel Lord Britton. Crescentia portoricensis ingår i släktet Crescentia och familjen katalpaväxter. Inga underarter finns listade i Catalogue of Life.